# セウェリヌス (ローマ教皇)
セウェリヌス（Severinus, ? - 640年8月2日）は、第71代ローマ教皇（在位：640年5月28日 - 640年8月2日）。